# Championnat d'Andorre de football 2019-2020
 (juin 2020).
Si vous disposez d'ouvrages ou d'articles de référence ou si vous connaissez des sites web de qualité traitant du thème abordé ici, merci de compléter l'article en donnant les références utiles à sa vérifiabilité et en les liant à la section « Notes et références ».
Navigation
Saison 2018-2019 Saison 2020-2021
La saison 2019-2020 de Primera Divisió ou Lliga Multisegur Assegurances est la vingt-cinquième édition du championnat andorran de football. Le plus haut niveau du football andorran organisé par la Fédération d'Andorre de football.
La première phase du championnat se déroule en une série de matches aller-retour. La deuxième phase du championnat oppose les quatre premiers dans une phase de play-off pour se disputer la victoire finale, et, les quatre derniers pour éviter la relégation.
À l'issue de la saison, le champion se qualifie pour le tour préliminaire de la Ligue des champions 2020-2021. Le vainqueur de la Coupe de la Constitution et le deuxième se qualifient pour le tour préliminaire de la Ligue Europa 2020-2021.
La compétition est suspendue à partir du 13 mars 2020 en raison de la pandémie de Covid-19 qui frappe l'Andorre. La compétition reprend le 5 juillet 2020 avec une deuxième phase réduite à trois journées.

## Équipes participantes
A l'issue de la saison 2018-2019, le FC Lusitanos et le FC Encamp sont relégués en Segona Divisió 2019-2020 et sont remplacés par l'Atlètic Club d'Escaldes et le CE Carroi.
Légende des couleurs
- Tour préliminaire de la Ligue des champions 2019-2020
- Tour préliminaire de la Ligue Europa 2019-2020
- Promu de Segona Divisió 2018-2019

| Club                    | Classement 2018-2019 |
| ----------------------- | -------------------- |
| FC Santa Coloma         | 1er                  |
| UE Sant Julià           | 2e                   |
| Inter Club d'Escaldes   | 3e                   |
| UE Engordany            | 4e                   |
| UE Santa Coloma         | 5e                   |
| FC Ordino               | 6e                   |
| Atlètic Club d'Escaldes | 1er (D2)             |
| CE Carroi               | 2e (D2)              |

## Compétition

### Format
Pour la première phase, chacune des huit équipes participant au championnat s'affronte à trois reprises pour un total de vingt-et-un matchs chacune. Tous les matchs sont joués au Centre d'Entrenament de la FAF 1.
Pour la deuxième phase, les quatre premiers participent à une phase de play-off pour se disputer la victoire finale, et, les quatre derniers pour éviter la relégation. L’équipe terminant huitième est directement reléguée en deuxième division tandis que l’équipe terminant à la septième place joue un match de barrage promotion-relégation contre le second de deuxième division.

### Phase 1

#### Classement
Le classement est établi sur le barème de points classique (victoire à 3 points, match nul à 1, défaite à 0). Pour départager les égalités, on tient d'abord compte des confrontations directes (résultats, puis différence de buts, puis nombre de buts marqués), ensuite, si l'égalité persiste, on prend en compte la différence de buts générale, puis du nombre de buts marqués, puis  et enfin si la qualification ou la relégation est en jeu, les deux équipes jouent une rencontre d'appui sur terrain neutre.
| Rang | Équipe                    | Pts | J  | G  | N | P  | Bp | Bc | Diff |
| ---- | ------------------------- | --- | -- | -- | - | -- | -- | -- | ---- |
| 1    | Inter Club d'Escaldes     | 47  | 21 | 14 | 5 | 2  | 37 | 13 | +24  |
| 2    | FC Santa Coloma T         | 44  | 21 | 13 | 5 | 3  | 43 | 11 | +32  |
| 3    | UE Sant Julià             | 36  | 21 | 11 | 3 | 7  | 26 | 23 | +3   |
| 4    | UE Engordany              | 35  | 21 | 10 | 5 | 6  | 33 | 26 | +7   |
| 5    | UE Santa Coloma           | 32  | 21 | 9  | 5 | 7  | 25 | 23 | +2   |
| 6    | Atlètic Club d'Escaldes P | 23  | 21 | 6  | 5 | 10 | 23 | 27 | -4   |
| 7    | FC Ordino                 | 9   | 21 | 2  | 3 | 16 | 15 | 52 | -37  |
| 8    | CE Carroi P               | 9   | 21 | 2  | 3 | 16 | 11 | 38 | -27  |

Légende
- Qualification pour la poule pour le titre
- Qualification pour la poule de relégation

Abréviations
- T : Tenant du titre
- P : Promu de Segona Divisió

#### Domicile et extérieur
| Rang | Équipe                  | Pts | J  | G | N | P | Bp | Bc | Diff |
| ---- | ----------------------- | --- | -- | - | - | - | -- | -- | ---- |
| 1    | Inter Club d'Escaldes   | 23  | 11 | 7 | 2 | 2 | 18 | 7  | +11  |
| 2    | FC Santa Coloma         | 22  | 10 | 7 | 1 | 2 | 18 | 3  | +15  |
| 3    | UE Sant Julià           | 17  | 11 | 5 | 2 | 4 | 10 | 14 | -4   |
| 4    | UE Engordany            | 16  | 11 | 4 | 4 | 3 | 20 | 17 | +3   |
| 5    | UE Santa Coloma         | 14  | 10 | 4 | 2 | 4 | 10 | 12 | -2   |
| 6    | Atlètic Club d'Escaldes | 11  | 11 | 3 | 2 | 6 | 12 | 12 | 0    |
| 7    | FC Ordino               | 5   | 10 | 1 | 2 | 7 | 8  | 27 | -19  |
| 8    | CE Carroi               | 2   | 10 | 0 | 2 | 8 | 5  | 20 | -15  |

| Rang | Équipe                  | Pts | J  | G | N | P | Bp | Bc | Diff |
| ---- | ----------------------- | --- | -- | - | - | - | -- | -- | ---- |
| 1    | Inter Club d'Escaldes   | 24  | 10 | 7 | 3 | 0 | 19 | 6  | +13  |
| 2    | FC Santa Coloma         | 22  | 11 | 6 | 4 | 1 | 25 | 8  | +17  |
| 3    | UE Sant Julià           | 19  | 10 | 6 | 1 | 3 | 16 | 9  | +7   |
| 4    | UE Engordany            | 19  | 10 | 6 | 1 | 3 | 13 | 9  | +4   |
| 5    | UE Santa Coloma         | 18  | 11 | 5 | 3 | 3 | 15 | 11 | +4   |
| 6    | Atlètic Club d'Escaldes | 12  | 10 | 3 | 3 | 4 | 11 | 15 | -4   |
| 7    | CE Carroi               | 7   | 11 | 2 | 1 | 8 | 6  | 18 | -12  |
| 8    | FC Ordino               | 4   | 11 | 1 | 1 | 9 | 7  | 25 | -18  |

#### Résultats
| Résultats (▼dom., ►ext.)                                   | ATL | CAR | ENG | INT | ORD | SJU | SFC | SUE |
| Atlètic Club d'Escaldes                                    |     | 1-2 | 2-0 | 1-3 | 2-0 | 0-0 | 1-2 | 0-1 |
| CE Carroi                                                  | 0-0 |     | 0-3 | 1-2 | 1-1 | 0-2 | 0-3 | 0-3 |
| UE Engordany                                               | 3-1 | 3-1 |     | 1-1 | 3-1 | 2-5 | 1-1 | 1-1 |
| Inter Club d'Escaldes                                      | 1-2 | 2-0 | 2-0 |     | 1-0 | 1-0 | 1-0 | 1-1 |
| FC Ordino                                                  | 1-1 | 2-2 | 1-2 | 0-5 |     | 1-3 | 0-5 | 2-1 |
| UE Sant Julià                                              | 1-0 | 1-0 | 0-3 | 0-0 | 3-2 |     | 0-3 | 3-0 |
| FC Santa Coloma                                            | 2-0 | 1-0 | 0-1 | 1-1 | 1-0 | 0-1 |     | 2-0 |
| UE Santa Coloma                                            | 1-1 | 1-0 | 0-1 | 0-2 | 1-0 | 1-0 | 2-2 |     |
| - Victoire à domicile - Match nul - Victoire à l'extérieur |     |     |     |     |     |     |     |     |

| Résultats (▼dom., ►ext.)                                   | ATL | CAR | ENG | INT | ORD | SJU | SFC | SUE |
| Atlètic Club d'Escaldes                                    |     |     | 1-1 | 0-1 | 4-0 |     |     | 0-2 |
| CE Carroi                                                  | 1-2 |     | 1-2 |     | 1-2 |     |     |     |
| UE Engordany                                               |     |     |     | 2-3 | 3-1 | 0-1 |     | 1-1 |
| Inter Club d'Escaldes                                      |     | 2-0 |     |     | 5-0 |     | 1-1 | 1-3 |
| FC Ordino                                                  |     |     |     |     |     | 1-3 | 0-3 | 0-2 |
| UE Sant Julià                                              | 0-4 | 1-0 |     | 0-1 |     |     | 1-1 |     |
| FC Santa Coloma                                            | 5-0 | 4-0 | 2-0 |     |     |     |     |     |
| UE Santa Coloma                                            |     | 0-1 |     |     |     | 3-1 | 1-4 |     |
| - Victoire à domicile - Match nul - Victoire à l'extérieur |     |     |     |     |     |     |     |     |

#### Évolution du classement
| Journée ╱ Équipe        | 1                     | 2 | 3 | 4 | 5 | 6 | 7 | 8 | 9 | 10 | 11 | 12 | 13 | 14 | 15 | 16 | 17 | 18 | 19 | 20 | 21 |   |
| ----------------------- | --------------------- | - | - | - | - | - | - | - | - | -- | -- | -- | -- | -- | -- | -- | -- | -- | -- | -- | -- | - |
| Journée ╱ Équipe        | Inter Club d'Escaldes | 2 | 3 | 3 | 2 | 1 | 1 | 1 | 1 | 1  | 1  | 2  | 3  | 1  | 1  | 1  | 1  | 1  | 1  | 1  | 1  | 1 |
| FC Santa Coloma         | 3                     | 2 | 2 | 1 | 2 | 3 | 2 | 2 | 2 | 2  | 1  | 1  | 2  | 3  | 2  | 2  | 2  | 2  | 2  | 2  | 2  |   |
| UE Sant Julià           | 1                     | 1 | 1 | 3 | 3 | 2 | 3 | 5 | 5 | 5  | 4  | 4  | 4  | 4  | 3  | 3  | 3  | 4  | 4  | 4  | 3  |   |
| UE Engordany            | 8                     | 8 | 8 | 5 | 5 | 4 | 5 | 4 | 3 | 3  | 3  | 2  | 3  | 2  | 4  | 4  | 4  | 3  | 3  | 3  | 4  |   |
| UE Santa Coloma         | 5                     | 6 | 6 | 4 | 4 | 5 | 4 | 3 | 4 | 4  | 5  | 5  | 5  | 5  | 5  | 5  | 5  | 5  | 5  | 5  | 5  |   |
| Atlètic Club d'Escaldes | 6                     | 5 | 5 | 7 | 7 | 6 | 6 | 6 | 6 | 6  | 6  | 6  | 6  | 6  | 6  | 6  | 6  | 6  | 6  | 6  | 6  |   |
| CE Carroi               | 7                     | 7 | 7 | 8 | 8 | 8 | 8 | 8 | 8 | 8  | 8  | 8  | 7  | 7  | 7  | 8  | 8  | 8  | 8  | 8  | 7  |   |
| FC Ordino               | 4                     | 4 | 4 | 6 | 6 | 7 | 7 | 7 | 7 | 7  | 7  | 7  | 8  | 8  | 8  | 7  | 7  | 7  | 7  | 7  | 8  |   |

### Phase 2

#### Poule pour le titre
| Rang | Équipe                  | Pts | J  | G  | N | P  | Bp | Bc | Diff |  | Résultats (▼ dom., ► ext.) | INT | SFC | ENG | SJU |
| ---- | ----------------------- | --- | -- | -- | - | -- | -- | -- | ---- |  | -------------------------- | --- | --- | --- | --- |
| 1    | Inter Club d'Escaldes C | 52  | 24 | 15 | 7 | 2  | 41 | 14 | +27  |  | Inter Club d'Escaldes C    |     |     |     | 3-0 |
| 2    | FC Santa Coloma T       | 51  | 24 | 15 | 6 | 3  | 48 | 12 | +36  |  | FC Santa Coloma T          | 1-1 |     | 2-0 |     |
| 3    | UE Engordany            | 39  | 24 | 11 | 6 | 7  | 35 | 29 | +6   |  | UE Engordany               | 0-0 |     |     |     |
| 4    | UE Sant Julià           | 36  | 24 | 11 | 3 | 10 | 27 | 30 | -3   |  | UE Sant Julià              |     | 0-2 | 1-2 |     |

Légende
- Qualification pour le tour préliminaire de la Ligue des champions 2020-2021
- Qualification pour le tour préliminaire de la Ligue Europa 2020-2021

#### Poule de relégation
| Rang | Équipe                    | Pts | J  | G  | N | P  | Bp | Bc | Diff |  | Résultats (▼ dom., ► ext.) | SUE | ATH | CAR | ORD |
| ---- | ------------------------- | --- | -- | -- | - | -- | -- | -- | ---- |  | -------------------------- | --- | --- | --- | --- |
| 5    | UE Santa Coloma           | 39  | 24 | 11 | 6 | 7  | 34 | 26 | +8   |  | UE Santa Coloma            |     | 2-2 | 2-1 |     |
| 6    | Atlètic Club d'Escaldes P | 30  | 24 | 8  | 6 | 10 | 31 | 29 | +2   |  | Atlètic Club d'Escaldes P  |     |     |     | 4-0 |
| 7    | CE Carroi P               | 12  | 24 | 3  | 3 | 18 | 14 | 42 | -28  |  | CE Carroi P                |     | 0-2 |     |     |
| 8    | FC Ordino                 | 9   | 24 | 2  | 3 | 19 | 15 | 63 | -48  |  | FC Ordino                  | 0-5 |     | 0-2 |     |

Légende
- Qualification pour le barrage de promotion-relégation
- Relégation en Segona Divisió

### Barrage de promotion-relégation
À la fin de la saison, l'avant-dernier de Primera Divisió affrontera la deuxième meilleure équipe de Segona Divisió pour tenter de se maintenir. Le barrage devait se dérouler sous la forme d'un affrontement aller-retour les 25 et 28 juillet 2020, mais est reporté en raison d'un cas positif de Covid-19 dans l'équipe du  FS La Massana. Par conséquent, le barrage est réduit en un match unique le 1er août.
| Équipe 1       | Résultat | Équipe 2           |
| -------------- | -------- | ------------------ |
| CE Carroi (D1) | 4 - 1    | FS La Massana (D2) |

Légende des couleurs
- Le club se maintient en première division.
- Promotion en première division.
- Le club reste en deuxième division.
- Relégation en deuxième division.

## Bilan de la saison
| Championnat d'Andorre de football 2019-2020                 |                                   |
| Champion                                                    | Inter Club d'Escaldes (1er titre) |
| Dauphin                                                     | FC Santa Coloma                   |
| Coupes et trophées                                          |                                   |
| Vainqueur de la Coupe d'Andorre 2020                        | Inter Club d'Escaldes             |
| Qualifications continentales                                |                                   |
| Ligue des champions de l'UEFA 2020-2021 (tour préliminaire) | Inter Club d'Escaldes             |
| Ligue Europa 2020-2021 (tour préliminaire)                  | FC Santa Coloma                   |
| Ligue Europa 2020-2021 (tour préliminaire)                  | UE Engordany                      |
| Promotions et relégations                                   |                                   |
| Promus en Primera Divisió                                   | Penya Encarnada                   |
| Relégués en Segona Divisió                                  | FC Ordino                         |